# Gespunsart
Gespunsart [ʒɛspœ̃saʁ] est une commune française, située dans le département des Ardennes en région Grand Est.

## Géographie

### Localisation
Gespunsart est un village implanté dans une clairière de la forêt des Ardennes, dans un ancien nid de rivière datant de millions d'années. Cette rivière empruntait l'actuel parcours de la Goutelle.
Ce village, limitrophe de la Belgique est situé à 15 kilomètres à l’est de Charleville-Mézières.

### Communes limitrophes
| Thilay        | Hautes-Rivières | Bohan ( Belgique), Bagimont ( Belgique) |
| Neufmanil     | Gespunsart      | Pussemange ( Belgique)                  |
| La Grandville | Gernelle        | Bosseval-et-Briancourt                  |

### Hydrographie
La commune est dans le bassin versant de la Meuse au sein du bassin Rhin-Meuse. Elle est drainée par le ruisseau la Vrigne, le ruisseau la Goutelle, le ruisseau de Nedimont, le Ruz de Lingue, le ruisseau la Fagne, le ruisseau la Fontaine Noire, le ruisseau de la Fontaine Aux Tripes, le ruisseau du Bois Jean et le ruisseau du Hirdoux,.
Le ruisseau la Vrigne, d'une longueur de 17 km, prend sa source dans la commune  et se jette  dans la Meuse à Vrigne-Meuse, après avoir traversé sept communes.
La Goutelle, d'une longueur de 12 km, prend sa source dans la commune  et se jette  dans la Meuse à Nouzonville, après avoir traversé trois communes.
L'ensemble de ces deux vallées correspond à l'ancien passage de la Meuse, venant de Vrigne et se jetant à Nouzonville dans son lit actuel. La transformation et la ligne de partage actuelle des eaux datent de la fin de l'ère quaternaire.

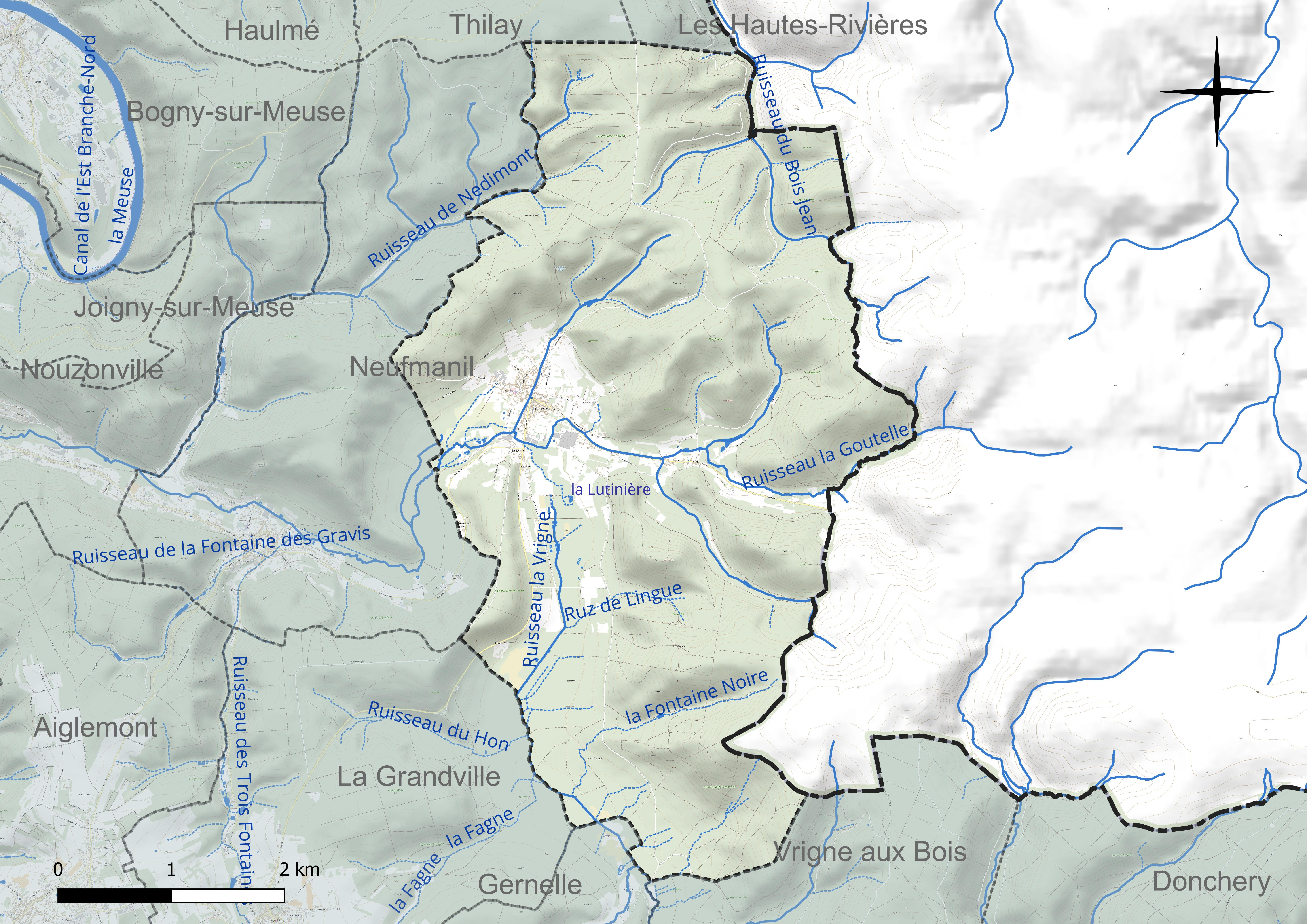
Réseau hydrographique de Gespunsart.

Un plan d'eau complète le réseau hydrographique : la Lutinière (0,2 ha),.

### Climat
Pour des articles plus généraux, voir Climat du Grand Est et Climat des Ardennes.
En 2010, le climat de la commune est de type climat de montagne, selon une étude du Centre national de la recherche scientifique s'appuyant sur une série de données couvrant la période 1971-2000. En 2020, Météo-France publie une typologie des climats de la France métropolitaine dans laquelle la commune est exposée à un climat océanique altéré et est dans la région climatique Lorraine, plateau de Langres, Morvan, caractérisée par un hiver rude (1,5 °C), des vents modérés et des brouillards fréquents en automne et hiver.
Pour la période 1971-2000, la température annuelle moyenne est de 9,5 °C, avec une amplitude thermique annuelle de 15,4 °C. Le cumul annuel moyen de précipitations est de 1 035 mm, avec 14 jours de précipitations en janvier et 9,9 jours en juillet. Pour la période 1991-2020, la température moyenne annuelle observée sur la station météorologique de Météo-France la plus proche, « Charleville-Méz. », sur la commune de Charleville-Mézières à 10 km à vol d'oiseau, est de 9,9 °C et le cumul annuel moyen de précipitations est de 928,4 mm. 
La température maximale relevée sur cette station est de 39,2 °C, atteinte le 25 juillet 2019 ; la température minimale est de −17,5 °C, atteinte le 1er janvier 1997,,.
Les paramètres climatiques de la commune ont été estimés pour le milieu du siècle (2041-2070) selon différents scénarios d'émission de gaz à effet de serre à partir des nouvelles projections climatiques de référence DRIAS-2020. Ils sont consultables sur un site dédié publié par Météo-France en novembre 2022.

## Urbanisme

### Typologie
Au 1er janvier 2024, Gespunsart est catégorisée bourg rural, selon la nouvelle grille communale de densité à 7 niveaux définie par l'Insee en 2022.
Elle est située hors unité urbaine. Par ailleurs la commune fait partie de l'aire d'attraction de Charleville-Mézières, dont elle est une commune de la couronne,. Cette aire, qui regroupe 132 communes, est catégorisée dans les aires de 50 000 à moins de 200 000 habitants,.

### Occupation des sols
L'occupation des sols de la commune, telle qu'elle ressort de la base de données européenne d’occupation biophysique des sols Corine Land Cover (CLC), est marquée par l'importance des forêts et milieux semi-naturels (84,8 % en 2018), une proportion sensiblement équivalente à celle de 1990 (85,6 %). La répartition détaillée en 2018 est la suivante : 
forêts (83,3 %), zones agricoles hétérogènes (9,4 %), prairies (3,3 %), zones urbanisées (2,6 %), milieux à végétation arbustive et/ou herbacée (1,5 %). L'évolution de l’occupation des sols de la commune et de ses infrastructures peut être observée sur les différentes représentations cartographiques du territoire : la carte de Cassini (XVIIIe siècle), la carte d'état-major (1820-1866) et les cartes ou photos aériennes de l'IGN pour la période actuelle (1950 à aujourd'hui).

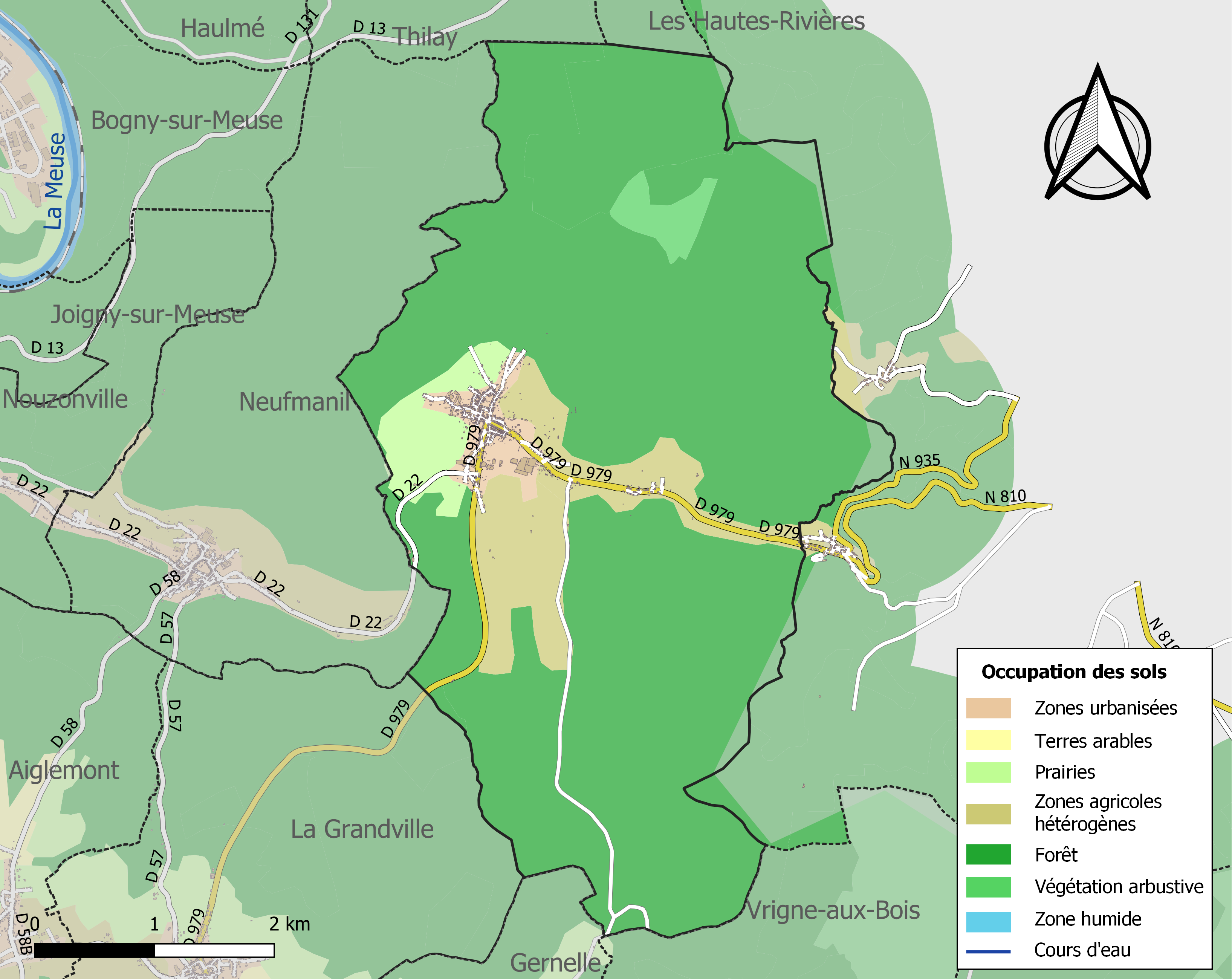
Carte des infrastructures et de l'occupation des sols de la commune en 2018 (CLC).

## Toponymie
La dénomination la plus ancienne, que l’on retrouve est celle de Gébuinsart (Gebuinisartum) c’est-à-dire le sart de Gébuin. Le nom de Gébuin est fort commun au Moyen Âge. On le trouve entre autres dans la chanson de Roland, parmi ceux des compagnons de Charlemagne. Gebunisardum (1081), Gesprunsart (1264),.

## Histoire
Le territoire de Gespunsart a fait partie du comté de Castrice. Un acte de Foulques le Vénérable, archevêque de Reims, cite une chapelle en ce lieu au IXe siècle. Il existe de cet acte une copie de 1584 d'un vidimus (ou copie certifiée) de 1249, (mais certains historiens, dont Patrick Demouy, considère ces documents avec réserve : il est possible qu'ils soient faussement datés pour appuyer les délimitations du diocèse de Reims. Ce territoire est à la limite septentrionale du diocèse, dans une zone forestière qui n'est au IXe siècle que partiellement christianisée,.
Cette chapelle est rattachée à la collégiale Saint-Vivent de Braux, mais le territoire du village, anciennement inclus dans le comté de Castrice, revient ensuite aux seigneurs d'Orchimont. En 870, par le traité de Meerssen, il est rattaché à la Francie occidentale, puis placé sous l'autorité des comtes de Rethel. En 1081, le territoire passe au chapitre de Braux, avec, pour avoué, le comte de Rethel. En 1572, la seigneurie de Gespunsart est cédé au duc de Guise, et est intégré à la principauté de Château-Regnault. Finalement en 1629, cette principauté de Château-Regnault est cédé à Louis XIII : le village s'ancre définitivement au sein du royaume de France. Pendant la guerre de Succession d'Espagne, et notamment de 1705 à 1710, ce village, proche des terres appartenant au duché de Luxembourg est la cible d'incursions de troupes germaniques. Il est notamment pillé et brûlé en 1705,.
Il connaît une période de forte activité grâce à ses clouteries entre la fin du XVIIIe siècle et le début du XIXe siècle. En 1789, année de la Révolution française, le village compte 250 feux et 1 059 habitants, dont 300 maîtres cloutiers et 325 compagnons. Il compte également une dizaine artisans fabriquant des armes, et autant de voituriers. Il y a aussi un curé, un vicaire, un maître d’école, un notaire, un arpenteur royal, un chirurgien, une sage-femme, un receveur des traites foraines, un poste de douaniers et plusieurs gardes-forestiers.

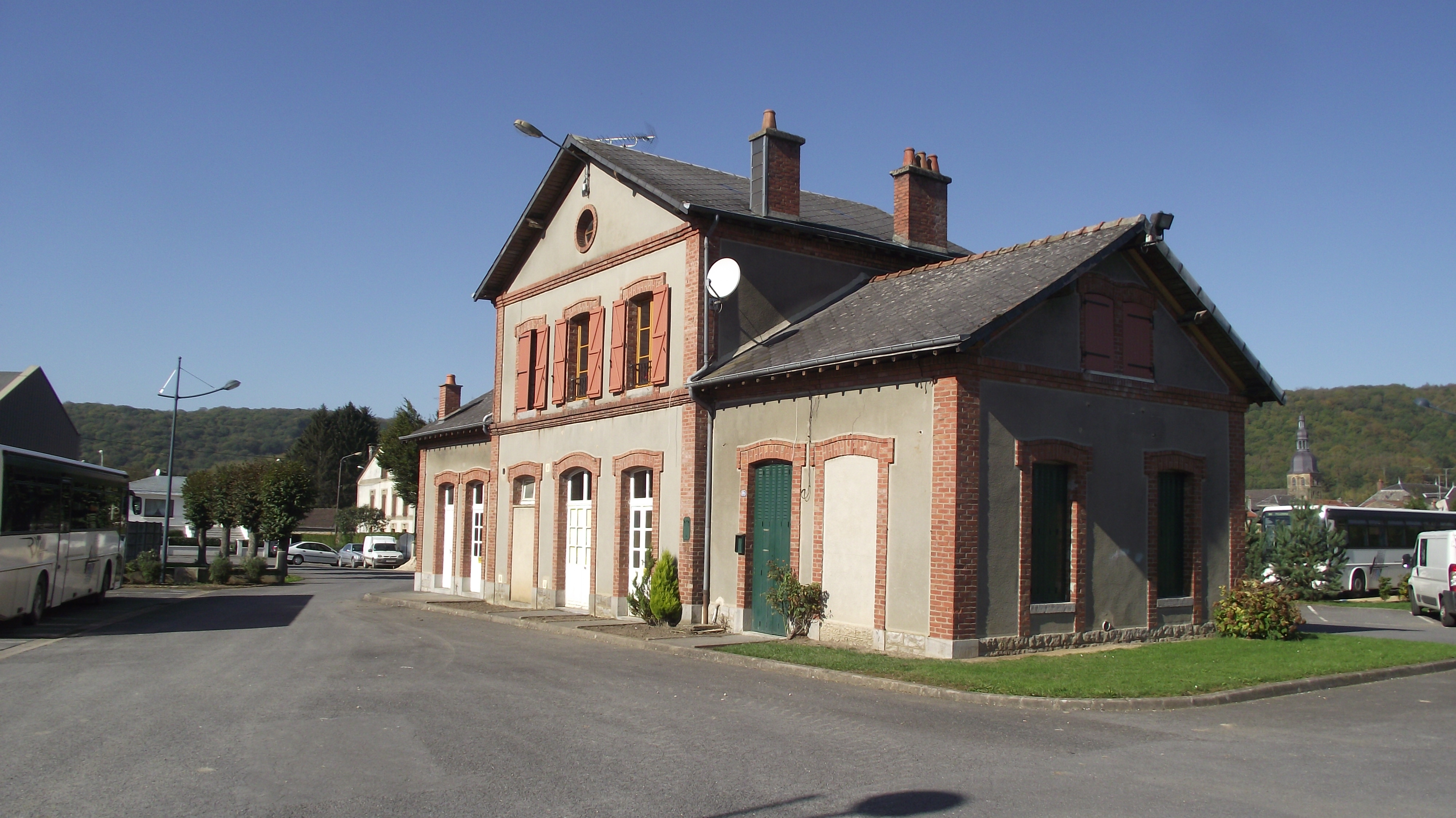
L'ancienne gare de Gespunsart.

Le village se trouve sur la ligne de chemin de fer d'intérêt local de Nouzonville (Ardennes) à Pussemange (Belgique) du réseau des Chemins de fer départementaux des Ardennes, ouverte, par sections, de 1896 à 1925, et dont la dernière section a fermé en 1950.

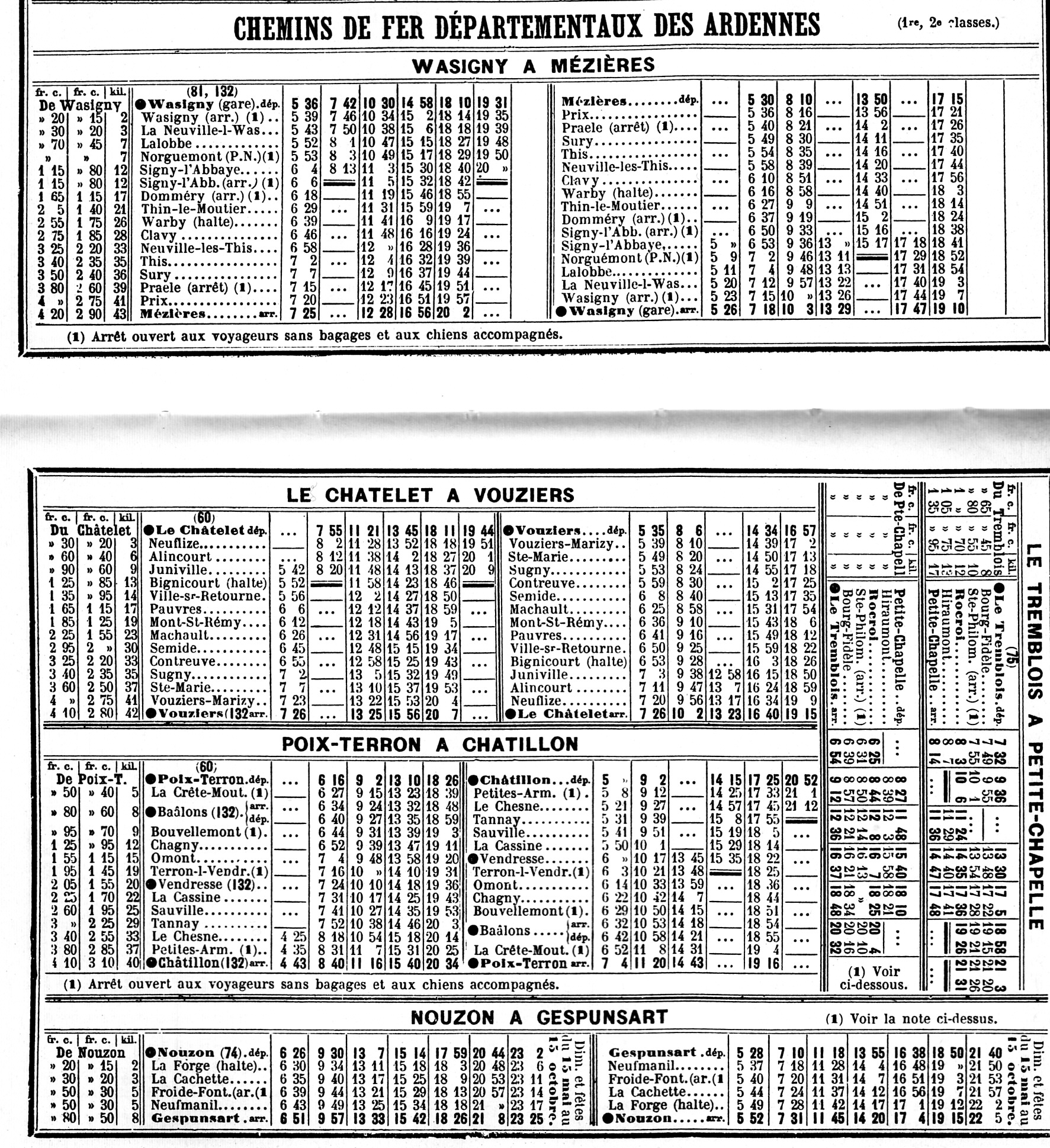
Horaires des Chemins de fer départementaux des Ardennes en mai 1914, juste avant le début de la Première Guerre mondiale.

La commune est occupée pendant la quasi-totalité de la Première Guerre mondiale, de septembre 1914 à novembre 1918. Les ressources sont pillées par l'occupant, et l'activité industrielle cesse.
En 1920, les préfectures relaient l’initiative de l’Union des grandes associations françaises pour l’essor national présidée par le président de la République Raymond Poincaré pour parrainer ces villages occupés pendant quatre ans,et les aider à se relancer. Dans l'Isère, les cantons de La Mure et Valbonnais se voient proposer Gespunsart. Entre 1920 et 1923, les villages de La Mure, Mayres-Savel  et La Motte-Saint-Martin recueillent des fonds pour cette commune. Lors de la Seconde Guerre mondiale, la population de Gespunsart reçoit l'ordre d'évacuer le 12 mai 1940 : c'est le début d'un exode vers l'ouest de la France. Le retour de la population se fait les années suivantes, petit à petit, le village se trouvant en zone interdite. Il est libéré en septembre 1944.

## Politique et administration

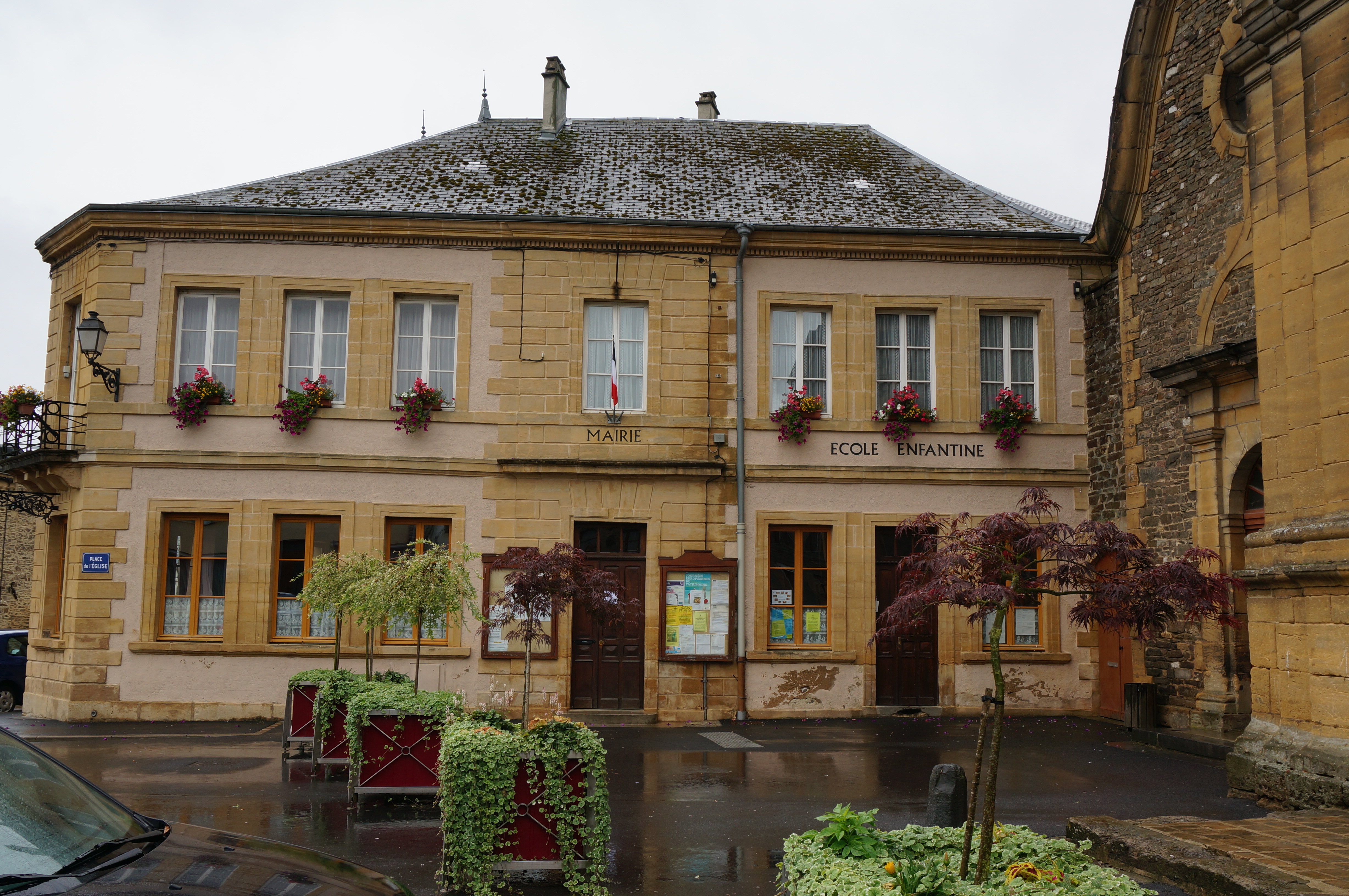
Mairie-école de Gespunsart.

### Rattachements administratifs et électoraux
La commune se trouve  dans l'arrondissement de Charleville-Mézières du département des Ardennes. Pour l'élection des députés, elle fait partie depuis 1958 de la deuxième circonscription des Ardennes.
Elle faisait partie depuis 1801 du canton de Mézières. Celui-ci est scindé en 1973 et la commune rattachée au canton de Nouzonville. Dans le cadre du redécoupage cantonal de 2014 en France, la commune intègre le canton de Villers-Semeuse.

### Intercommunalité
La commune était membre de la communauté d'agglomération Cœur d'Ardenne, créée le 31 décembre 2004.
Celle-ci fusionne avec la :
- communauté de communes des Balcons de Meuse, dont le siège était à Lumes (5 communes) ;
- la communauté de communes du Pays sedanais, dont le siège était situé à Sedan (23 communes) ;
- la communauté de communes du pays des Sources au Val de Bar, où le chef-lieu était localisé à Élan (16 communes).

pour former, le 1er janvier 2014, la « communauté d’agglomération de Charleville-Mézières-Sedan ». Celle-ci, dont la commune est désormais membre, prend la dénomination  d’« Ardenne Métropole ».

### Liste des maires
| Période                                  | Période       | Identité              | Étiquette   | Qualité                                                                                |
| ---------------------------------------- | ------------- | --------------------- | ----------- | -------------------------------------------------------------------------------------- |
| Les données manquantes sont à compléter. |               |                       |             |                                                                                        |
| avant 1875                               | après 1876    | Auguste Noël          |             |                                                                                        |
| avant 1880                               | après 1886    | Pierre Joseph Bourbon | Républicain | Rentier, fabricant de bouchons Conseiller général du canton de Charleville (1880-1886) |
| Les données manquantes sont à compléter. |               |                       |             |                                                                                        |
|                                          | mai 1935      | Émile Huart           |             |                                                                                        |
| mai 1935                                 | août 1935     | Louis Laurent         |             |                                                                                        |
| août 1935                                |               | Georges Charbau       |             |                                                                                        |
| Les données manquantes sont à compléter. |               |                       |             |                                                                                        |
| mars 2003                                | novembre 2006 | Gilbert Charbonelle   | DVD         | décédé en cours de mandat                                                              |
| décembre 2006                            | juin 2020     | Dominique Deruisseaux | DVD         | Fonctionnaire. Réélu pour le mandat 2008-2014 et 2014-2020                             |
| juin 2020                                | En cours      | Gilles Michel         |             | Cadre de la fonction publique                                                          |

### Environnement
Gespunsart a adhéré à la charte du parc naturel régional des Ardennes, à sa création en décembre 2011.

## Démographie
L'évolution du nombre d'habitants est connue à travers les recensements de la population effectués dans la commune depuis 1793. Pour les communes de moins de 10 000 habitants, une enquête de recensement portant sur toute la population est réalisée tous les cinq ans, les populations de référence des années intermédiaires étant quant à elles estimées par interpolation ou extrapolation. Pour la commune, le premier recensement exhaustif entrant dans le cadre du nouveau dispositif a été réalisé en 2005.

En 2022, la commune comptait 969 habitants, en évolution de −9,35 % par rapport à 2016 (Ardennes : −2,97 %, France hors Mayotte : +2,11 %).
| 1793  | 1800  | 1806  | 1821  | 1831  | 1836  | 1841  | 1846  | 1851  |
| ----- | ----- | ----- | ----- | ----- | ----- | ----- | ----- | ----- |
| 1 140 | 1 196 | 1 247 | 1 441 | 1 618 | 1 907 | 1 982 | 2 100 | 2 192 |

| 1866  | 1872  | 1876  | 1881  | 1886  | 1891  | 1896  | 1901  | 1906  |
| ----- | ----- | ----- | ----- | ----- | ----- | ----- | ----- | ----- |
| 2 104 | 2 147 | 2 236 | 2 224 | 1 972 | 1 822 | 1 750 | 1 834 | 1 747 |

| 1911  | 1921  | 1926  | 1931  | 1936  | 1946  | 1954  | 1962  | 1968  |
| ----- | ----- | ----- | ----- | ----- | ----- | ----- | ----- | ----- |
| 1 755 | 1 514 | 1 638 | 1 538 | 1 408 | 1 136 | 1 210 | 1 299 | 1 287 |

| 1975  | 1982  | 1990  | 1999  | 2005  | 2006  | 2010  | 2015  | 2020 |
| ----- | ----- | ----- | ----- | ----- | ----- | ----- | ----- | ---- |
| 1 163 | 1 176 | 1 141 | 1 125 | 1 156 | 1 153 | 1 100 | 1 075 | 995  |

| 2022 | - | - | - | - | - | - | - | - |
| ---- | - | - | - | - | - | - | - | - |
| 969  | - | - | - | - | - | - | - | - |

## Culture locale et patrimoine

### Traditions
Selon la tradition, le paquis des poules, à un carrefour de six voies était un lieu de sabbat : « Il y avait le petit sabbat, que composaient seulement les sorciers ardennais, et le grand sabbat où se trouvaient convoqués les sorciers des pays circonvoisins ».

### Lieux et monuments
- La fontaine Malbrought, on ne connait pas son origine.
- Splendide église Saint-Rémy du XVIIIe siècle à deux clochers. L'édifice est inscrit au titre des monuments historiques en 1984[38].
- Nombreux lavoirs.
- Anciens moulins.
- Ancienne gendarmerie.
- La chapelle du Saint-Lieu et les trois croix.
- Les brasseries Hellé.

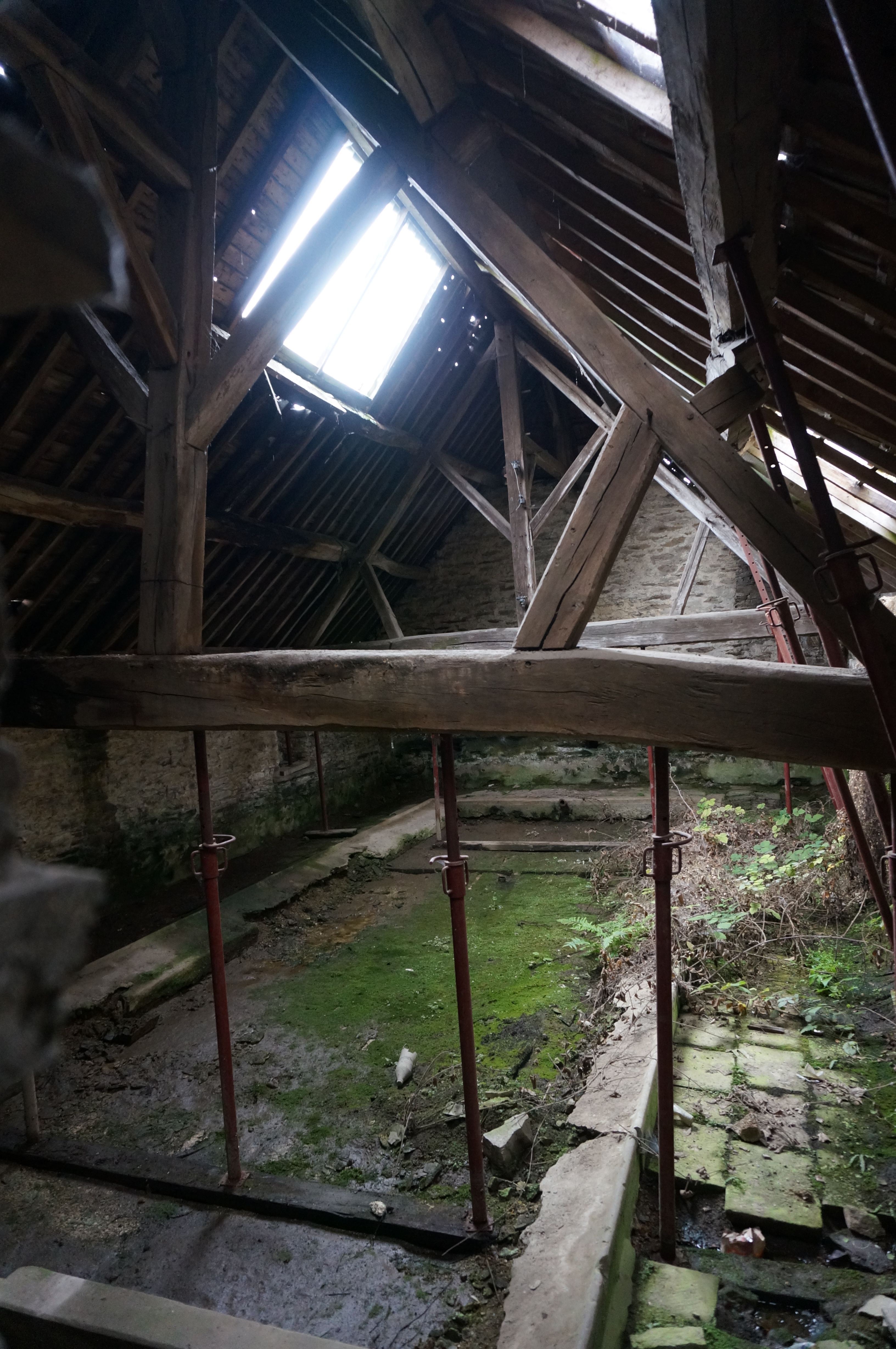
Lavoir Durozier.
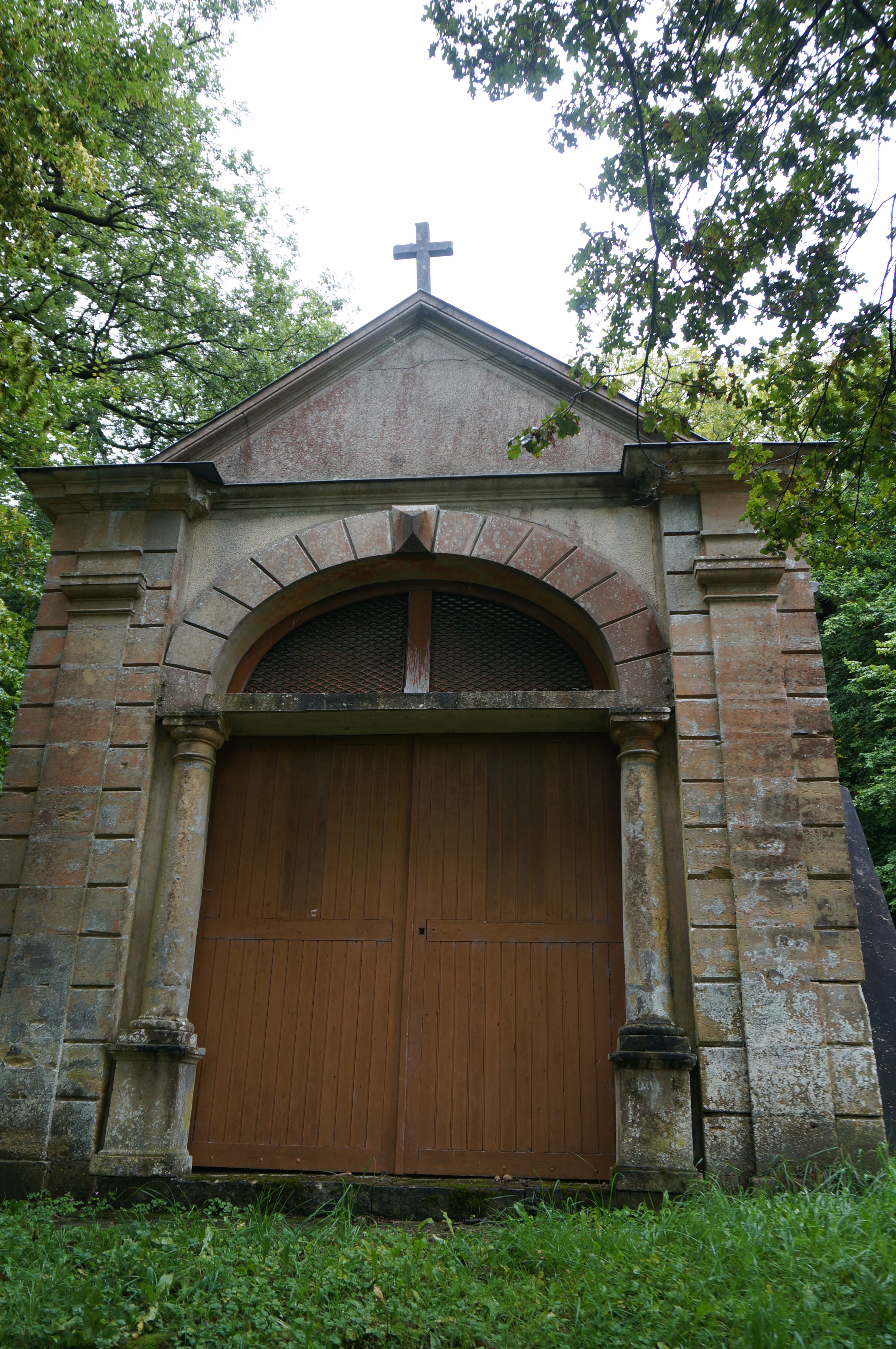
Chapelle.
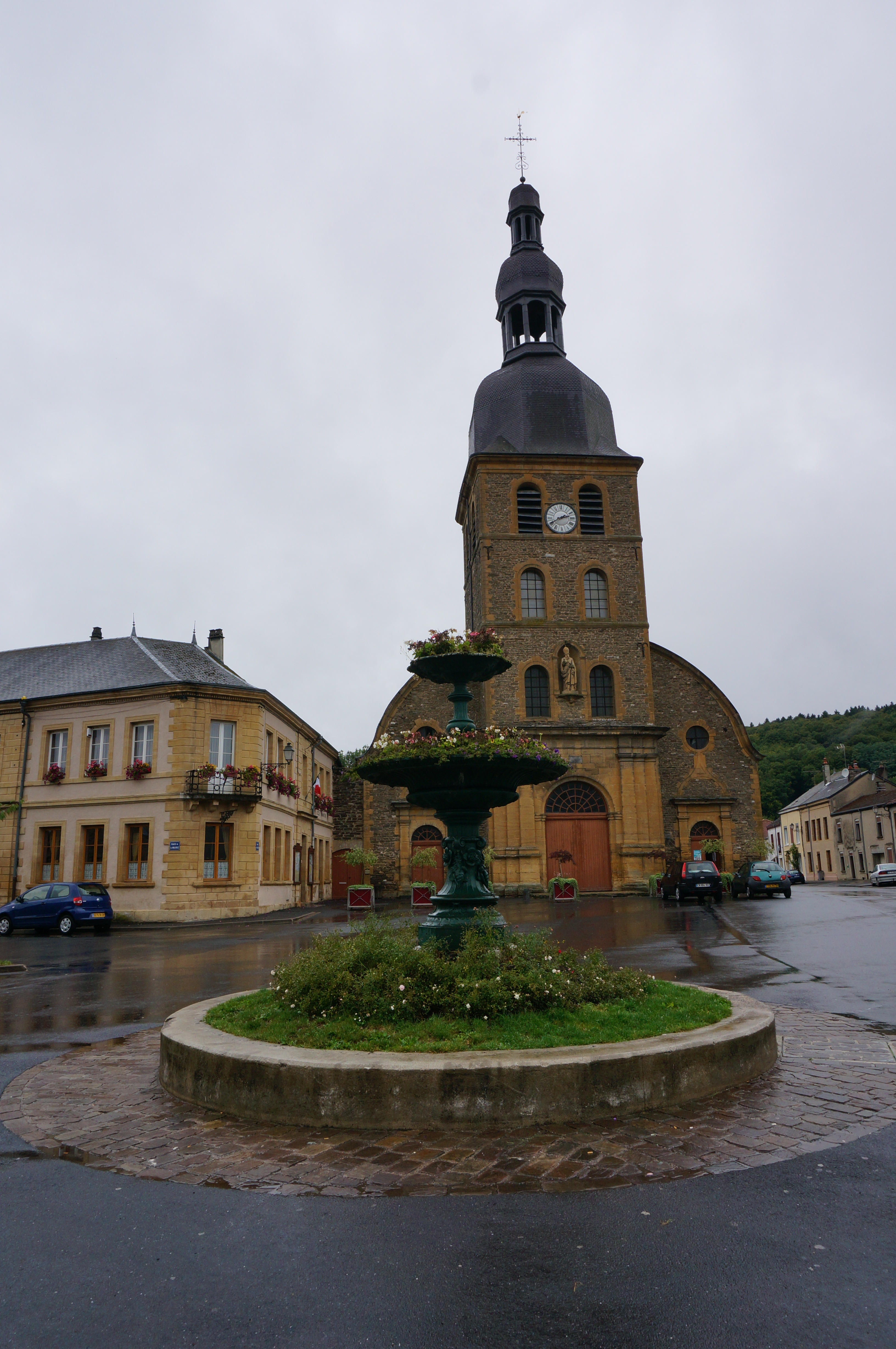
Fontaine, mairie église.
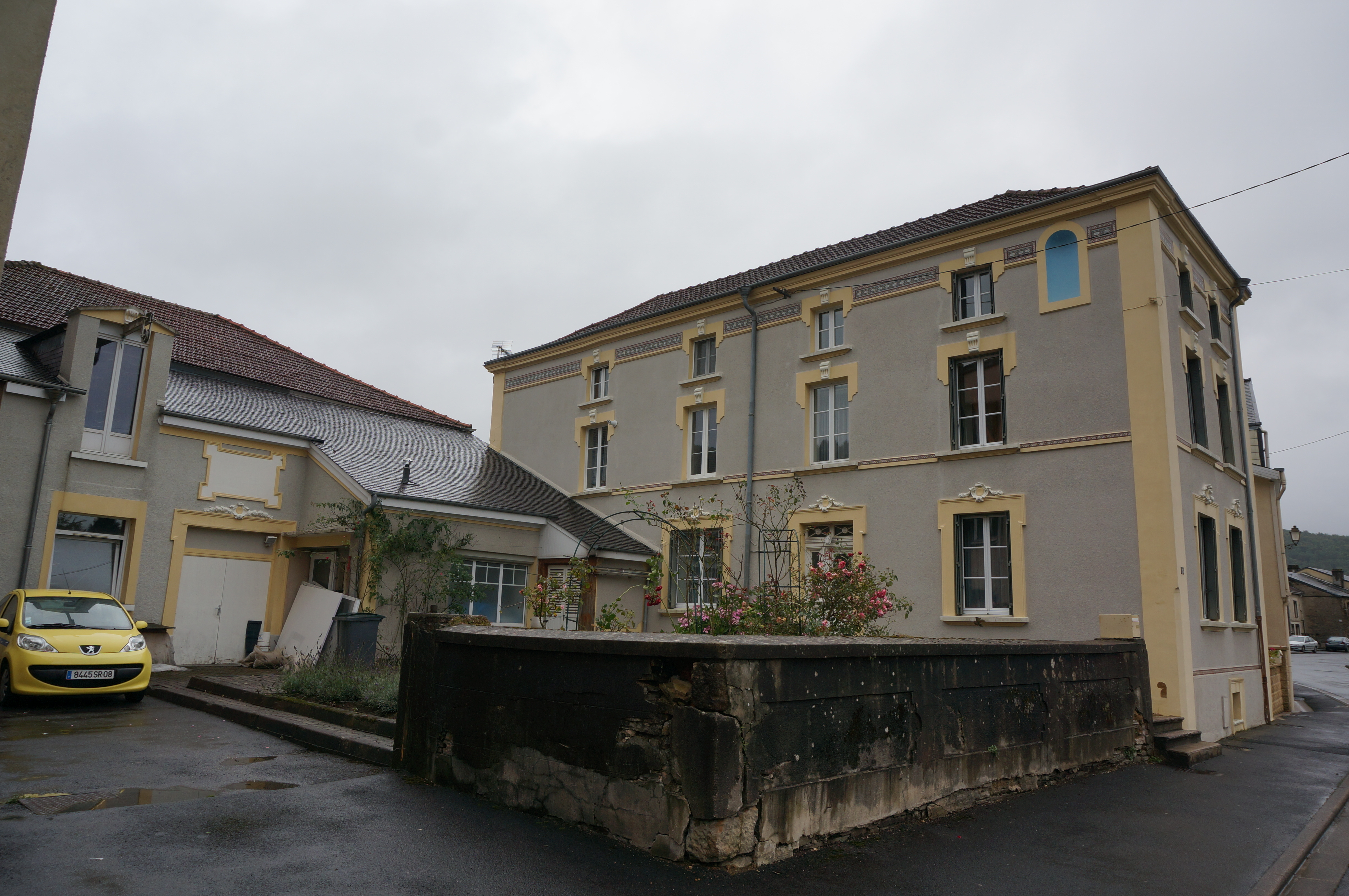
Brasserie.
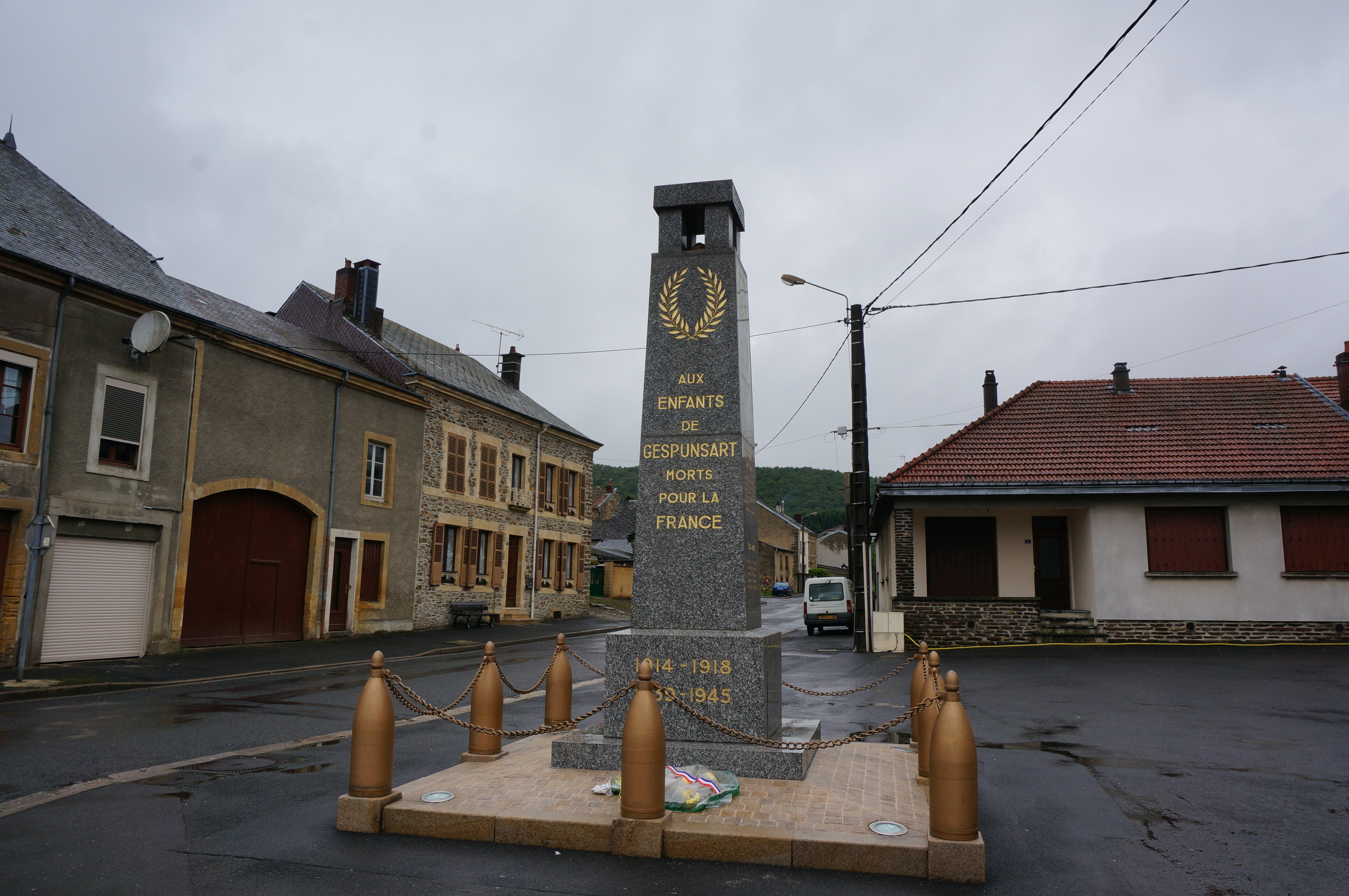
Monument aux morts.
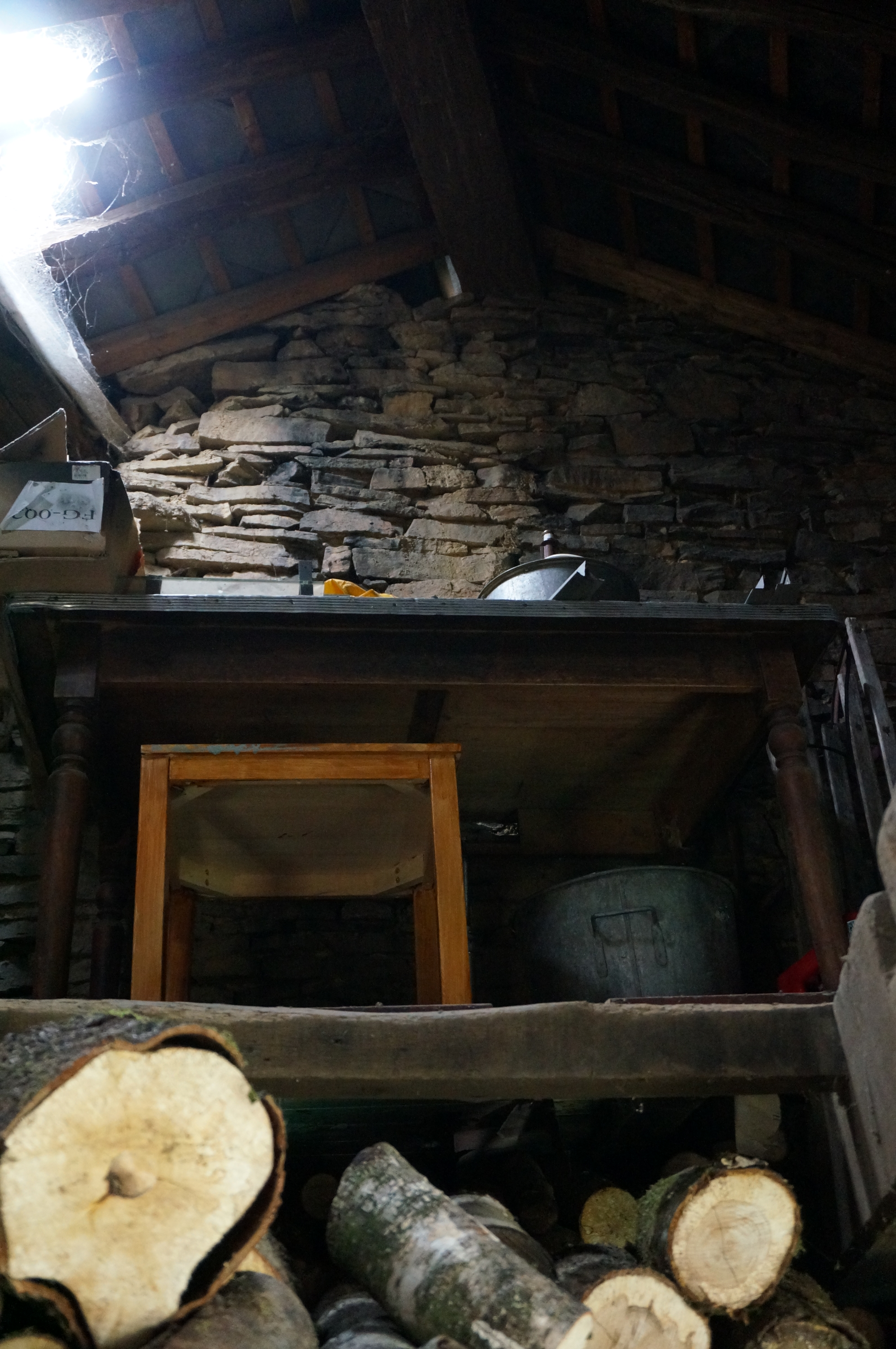
Ancien atelier de cloutier.

### Personnalités liées à la commune

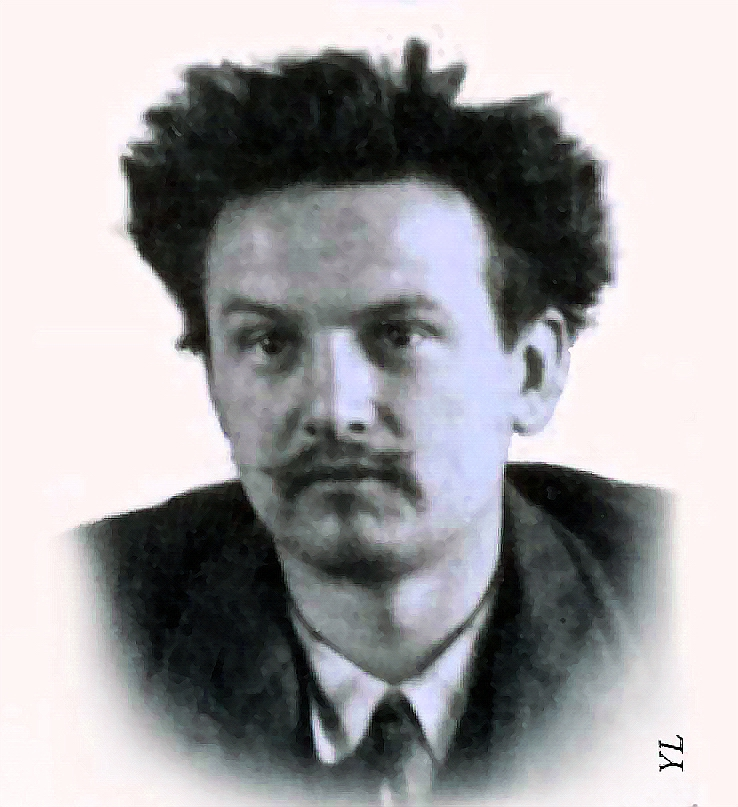
Portrait de Jules Leroux, instituteur à Gespunsart.

- Pierre-Louis Péchenard (1842-1920), né à Gespunsart, évêque de Soissons, ancien recteur de l'Université catholique de Paris.
- Sérafin Many (1847-1922), ancien recteur de l'Université catholique de Paris, membre de la Curie romaine.
- Jules Leroux (1880-1915), écrivain et poète, il a son premier poste d'instituteur à Gespunsart, qu'il nomme Bourimont dans son ouvrage Léon Chatry, instituteur.
- Bernard Marcotte (1887-1927), écrivain, a vécu un temps à Gespunsart.
- Camille Titeux (1910-1978), né à Gespunsart, député (1951-1958), président du conseil général des Ardennes (1967-1973).
- Yanny Hureaux (1939-), écrivain, réside dans la commune.
- On dit que Arthur Rimbaud aurait été gardé en nourrice à Gespunsart.

### Héraldique
| Blason de Gespunsart | Blason  | De sinople au cyclamor crénelé de douze merlons d'or enfermant une fleur de lys d'argent, au chef du même chargé d'une bande de gueules côtoyée de deux cotices du même. |
| Blason de Gespunsart | Détails | La fleur de lys représente le village de Gespunsart qui, dépendant de la collégiale de Braux en 1573, devint membre de la principauté de Château-Regnault, français à l'époque. Le cyclamor représente le contour du village, situé dans une vaste clairière et enclavé aux XVII e et XVIIIe siècles dans le duché de Luxembourg dépendant des Pays-Bas autrichiens. Les créneaux représentent les redoutes de défense (1705-1710) et évoquent une roue dentée, symbole des nombreuses industries anciennes et modernes. Le chef d'argent, aux bandes de gueules, évoque les armoiries d'Orchimont (dont les émaux sont ici inversés), premiers seigneurs du village après le démembrement de Mersen en 870. Le statut officiel du blason reste à déterminer. |